# Pixote, a Lei do Mais Fraco
Pixote: a Lei do Mais Fraco és una pel·lícula dramàtica brasilera del 1980 dirigida per Hector Babenco. El guió de la pel·lícula va ser escrit per Babenco i Jorge Durán, basat en el llibre Infância dos Mortos de l'escriptor José Louzeiro.
Considerat un relat esgarrifós i documental dels joves criminals al Brasil, la pel·lícula va construir un dels retrats més cruels de la realitat als carrers de São Paulo, on molts nens perden la innocència quan entren en contacte amb el món del crim, la prostitució i la violència. Pixote presenta a Fernando Ramos da Silva (després assassinat als dinou anys per agents de la Policia Militar de São Paulo) com a personatge titular i Marília Pêra com a prostituta Sueli; la trama gira al voltant de Pixote, un noi que és reclutat per un tercer per dur a terme robatoris i transportar drogues després d'escapar d'un reformatori per a infractors menors.
La pel·lícula es va convertir en un èxit de crítica, aclamada tant a nivell nacional com internacional, i diversos crítics estrangers la van escollir com una de les deu millors pel·lícules realitzades aquell any; la pel·lícula va ser nominada al Globus d'Or en la categoria de millor pel·lícula estrangera. El novembre de 2015 Pixote... va entrar a la llista feta per l'Associació Brasilera de Crítics de Cinema (Abraccine) de les 100 millors pel·lícules brasileres de tots els temps.

## Sinopsi
Després d'una patrulla policial, alguns nens del carrer, inclòs Pixote, un simple noi que viu als carrers de la ciutat de São Paulo, de només onze anys, són enviats a un reformatori juvenil juvenil (equivalent a un FEBEM). La presó és una escola infernal on Pixote esnifa cola com a fugida emocional de les constants amenaces d'abús i violació que presencien al lloc dels fets. Aviat queda clar que els joves criminals són només joguines per als sàdics guàrdies del refugi i el seu director; quan un noi mor de l'abús físic per part dels guàrdies, intenten culpar l'assassinat a un altre noi, l'amant de Babs, un transsexual. Convenientment, l'amant de Babs també "mor", amb ajut dels guàrdies.
Poc després, Pixote, Chico, Lilica i el seu nou amant Dito troben l'oportunitat d'escapar de la presó. Després d'escapar-se, romanen a l'apartament de Cristal, un antic amant de Babs, però quan sorgeixen tensions entre ells i Cristal, el grup va a Rio de Janeiro per traficar cocaïna amb una stripper coneguda de Cristal. Un cop allà, però, la "stripper" mata Chico i és apunyalada per Pixote, que es converteix en el primer assassinat del noi.
Troben Sueli, una prostituta abandonada pel seu proxeneta i que acaba de fer un avortament clandestí. S'uneixen a ella per robar els clients de la prostituta durant els seus programes, però l'estat d'ànim comença a tensar-se quan Dito i Sueli s'atrauen mútuament, causant una profunda gelosia a Lilica, que acaba abandonant el grup quan veu que Dito i Sueli tenen relacions sexuals. El robatori acaba sortint malament quan un estatunidenc reacciona inesperadament quan Dito anuncia que l'atacarà (ja que aparentment no entén el portuguès) i els dos s'enfronten. Pixote, quan intenta apuntar l'americà amb la seva petita pistola, falla i acaba colpejant i matant Dito, per a desesperació de Sueli; l'estatunidenc també és assassinat per Pixote.
Desolats, Pixote i Sueli ara estan sols al món. El noi intenta buscar l'afecte de Sueli com la figura d'una mare, però ella el rebutja i el fa fora. Després marxa i se'l veu caminant per una línia de ferrocarril, amb la pistola a la mà, allunyant-se fins que desapareix a la distància.

## Repartiment
- Fernando Ramos da Silva.... Pixote
- Marília Pera.... Sueli
- Jorge Julião .... Lilica
- Gilberto Moura .... Dito
- Edílson Lino .... Chico
- Zenildo Oliveira Santos .... Fumaça
- Cláudio Bernardo .... Garotão
- Israel Feres David .... Roberto Pé de Lata
- José Nílson Martins dos Santos .... Diego
- Jardel Filho.... Sapatos Brancos
- Rubens de Falco.... jutge
- Elke Maravilha.... Débora
- Tony Tornado.... Cristal
- Beatriz Segall.... vídua
- Ariclê Perez.... professora

## Producció
La pel·lícula està rodada a la manera d'un documental i mostra la forta influència del neorealisme italià en què es van utilitzar actors aficionats, la vida real de les quals s'assemblava molt a la dels protagonistes de la pel·lícula.
Es va rodar a São Paulo i Rio de Janeiro. La pel·lícula presenta diverses escenes de les platges de Rio. Llocs històrics de São Paulo com 'Viaduto do Chá' i l'estàtua 'Monumento às Bandeiras' (al parc d'Ibirapuera) es veuen al llarg de la pel·lícula.
La pel·lícula es va presentar per primera vegada al Festival New Directors/New Films el 5 de maig de 1981. Més tard es va estrenar de manera limitada als Estats Units l'11 de setembre de 1981.
La pel·lícula es va projectar en diversos festivals de cinema, inclòs el Festival Internacional de Cinema de Sant Sebastià 1981; al Festival Internacional de Cinema de Toronto, al Festival Internacional de Cinema de Locarno i altres.

## Crítiques
El crític de cinema Roger Ebert, del Chicago Sun-Times, va considerar la pel·lícula un clàssic i va escriure: "Pixote predomina en aquesta obra de Babenco, que mostra una mirada dura sobre una vida que cap ésser humà no hauria de ser obligat a portar. I el que ens mostren els ulls de Fernando Ramos da Silva, el jove actor condemnat, no és fer-nos mal ni acusar-nos, ni més ni menys que el que lamenta; només mostra l'acceptació d'una desolada realitat quotidiana ".
La crítica Pauline Kael va quedar impressionada per la seva qualitat com a documental de la vida real amb una dosi de realisme poètic. Va escriure: "Les imatges de Babenco són realistes, però el seu punt de vista és líricament impactant. Escriptors sud-americans com Gabriel Garcia Márquez semblen tenir un control poètic i perfecte sobre la bogeria, i Babenco també té aquest do".
A Vincent Canby, crític de cinema del New York Times, li agradava la interpretació neorrealista i la direcció del drama i va escriure: "Pixote, tercer llargmetratge d'Hector Babenco, director brasiler nascut a l'Argentina, és una pel·lícula fantàstica, cruel sense concessions, sobre els nens del carrer a São Paulo, en particular sobre Pixote. Les interpretacions dels actors són massa bones per ser certes, però el senyor Ramos da Silva i la senyora Pêra són esplèndides. Pixote no és per a delicats d'estómac, molts dels detalls són difícils d'empassar, però la pel·lícula no és ni exploratòria ni pretensiosa. El director Babenco ens mostra el fons del pou i, com a artista, ens fa creure això i totes les possibilitats de millora per als nens. La gent del carrer brasilera es va perdre."
L'agregador de ressenyes Rotten Tomatoes té una puntuació positiva per a la pel·lícula, sent el 91% de les seves ressenyes considerades positives, basant-se en 11 ressenyes i obtenint una nota mitjana de 8,75/10. Tot i que va ser acceptat com a presentació brasilera per a l'Oscar a la millor pel·lícula en llengua estrangera, va ser posteriorment desqualificat ja que es va comercialitzar a Brasil abans de la data permesa.
Els cineastes Spike Lee, Mira Nair, Samuel van der Lande, Daisuke Lieberman, Harmony Korine i els germans Safdie van citar Pixote com una de les seves pel·lícules preferides.

## Premis i nominacions
Tot i que va ser acceptat com a representant brasiler per a una nominació a l'Oscar a la millor pel·lícula estrangera, Pixote va ser posteriorment desqualificat perquè es va estrenar als cinemes abans de la data permesa per a la seva elegibilitat. [9] La pel·lícula, però, va aconseguir ser nominada al Globus d'Or a la millor pel·lícula estrangera durant la trenta-novena cerimònia celebrada el gener de 1982, però va perdre davant la britànica Carros de foc.
Premis:
- Festival Internacional de Cinema de Sant Sebastià 1981: Menció d'honor al Premi OCIC; Hector Babenco; 1981.
- Festival Internacional de Cinema de Locarno: Lleopard d'Argent; Hector Babenco; 1981.
- Los Angeles Film Critics Association Awards: LAFCA Award; Millor pel·lícula estrangera; 1981.
- New York Film Critics Circle Awards: NYFCC Award; Millor pel·lícula en llengua estrangera; 1981.
- Boston Society of Film Critics Awards: BSFC Award; Millor actriu, Marília Pêra; Best Film; 1982.
- National Society of Film Critics Awards, USA: NSFC Award; Millor actriu, Marília Pêra; 1982.

Nominacions:
- National Board of Review of Motion Pictures (US), Millor pel·lícula en llengua estrangera; 1981.[10]
- Globus d'Or a la millor pel·lícula estrangera: 1982.

## La mort de "Pixote"
L'actor Fernando Ramos da Silva, que va interpretar el personatge principal, molt després de l'èxit de la pel·lícula, va tornar a la seva vida habitual, vivint en un ambient de total misèria. Fins i tot va intentar dedicar-se a la carrera d'actor, ingressant a Rede Globo amb l'ajut de l'escriptor José Louzeiro, però va ser acomiadat per no poder interpretar els textos, ja que era semi-alfabetitzat. A causa de la influència dels germans, va tornar al crim, i va ser assassinat per la policia militar el 1987. Segons la seva dona, la policia militar va executar Pixote.
La ràpida trajectòria de Fernando va ser explicada pel director José Joffily, a la seva pel·lícula Quem Matou Pixote?, estrenada el 1996.